# Sacate Village
Sacate Village es un lugar designado por el censo ubicado en el condado de Pinal en el estado estadounidense de Arizona. En el Censo de 2010 tenía una población de 169 habitantes y una densidad poblacional de 18,74 personas por km².

## Geografía
Sacate Village se encuentra ubicado en las coordenadas 33°8′30″N 111°58′52″O / 33.14167, -111.98111. Según la Oficina del Censo de los Estados Unidos, Sacate Village tiene una superficie total de 9.02 km², de la cual 9.02 km² corresponden a tierra firme y (0%) 0 km² es agua.

## Demografía
Según el censo de 2010, había 169 personas residiendo en Sacate Village. La densidad de población era de 18,74 hab./km². De los 169 habitantes, Sacate Village estaba compuesto por el 1.78% blancos, el 0% eran afroamericanos, el 96.45% eran amerindios, el 0% eran asiáticos, el 0% eran isleños del Pacífico, el 1.78% eran de otras razas y el 0% pertenecían a dos o más razas. Del total de la población el 23.08% eran hispanos o latinos de cualquier raza.